# Berejanî
Berejanî (în ucraineană Бережани, poloneză Brzeżany) este un oraș din Ucraina.

## Demografie
Componența lingvistică a localității Berejanî
     Ucraineană (97,89%)
     Rusă (2,11%)
Conform recensământului din 2001, majoritatea populației localității Berejanî era vorbitoare de ucraineană (97,89%), existând în minoritate și vorbitori de rusă (2,11%).

## Personalități născute aici
- Aleksander Brückner (1856 - 1939), filolog, istoric polonez.